# European Film Awards 2013
La cerimonia di premiazione della 26ª edizione degli European Film Awards si è svolta il 7 dicembre 2013 a Berlino.
Le candidature dei premi maggiori (film, commedia, regista, attrice, attore, sceneggiatura) sono state annunciate il 9 novembre nel corso del Festival del cinema europeo di Siviglia.
I vincitori delle categorie tecniche (fotografia, montaggio, scenografia, costumi, colonna sonora, sonoro) sono stati annunciati in precedenza, il 28 ottobre.

## Vincitori e candidati
I vincitori sono indicati in grassetto, a seguire gli altri candidati.
 Miglior film 
- La grande bellezza, regia di Paolo Sorrentino (Italia)
- La vita di Adele (La Vie d'Adèle), regia di Abdellatif Kechiche (Francia)
- La migliore offerta, regia di Giuseppe Tornatore (Italia)
- Blancanieves, regia di Pablo Berger (Spagna/Francia)
- Alabama Monroe - Una storia d'amore (The Broken Circle Breakdown), regia di Felix van Groeningen (Belgio)
- Oh Boy - Un caffè a Berlino (Oh Boy), regia di Jan Ole Gerster (Germania)

 Miglior commedia 
- Love Is All You Need (Den skaldede frisør), regia di Susanne Bier (Danimarca/Italia/Svezia)
- Gli amanti passeggeri (Los amantes pasajeros), regia di Pedro Almodóvar (Spagna)
- Padre vostro (Svećenikova djeca), regia di Vinko Brešan (Croazia/Serbia)
- Benvenuto Presidente!, regia di Riccardo Milani (Italia)

 Miglior regista 
- Paolo Sorrentino - La grande bellezza
- Pablo Berger - Blancanieves
- Abdellatif Kechiche - La vita di Adele (La Vie d'Adèle)
- François Ozon - Nella casa (Dans la maison)
- Giuseppe Tornatore - La migliore offerta
- Felix van Groeningen - Alabama Monroe - Una storia d'amore (The Broken Circle Breakdown)

 Miglior attrice 
- Veerle Baetens - Alabama Monroe - Una storia d'amore (The Broken Circle Breakdown)
- Luminița Gheorghiu - Il caso Kerenes (Poziţia copilului)
- Keira Knightley - Anna Karenina
- Barbara Sukowa - Hannah Arendt
- Naomi Watts - The Impossible

 Miglior attore 
- Toni Servillo - La grande bellezza
- Johan Heldenbergh - Alabama Monroe - Una storia d'amore (The Broken Circle Breakdown)
- Jude Law - Anna Karenina
- Fabrice Luchini - Nella casa (Dans la maison)
- Tom Schilling - Oh Boy - Un caffè a Berlino (Oh Boy)

 Miglior sceneggiatura 
- François Ozon - Nella casa (Dans la maison)
- Paolo Sorrentino e Umberto Contarello - La grande bellezza
- Tom Stoppard - Anna Karenina
- Giuseppe Tornatore - La migliore offerta
- Felix van Groeningen e Carl Joos - Alabama Monroe - Una storia d'amore (The Broken Circle Breakdown)

 Miglior fotografia 
- Asaf Sudry - La sposa promessa (Lemale et ha'halal)

 Miglior montaggio 
- Cristiano Travaglioli - La grande bellezza

 Miglior scenografia 
- Sarah Greenwood - Anna Karenina

 Migliori costumi 
- Paco Delgado - Blancanieves

 Miglior colonna sonora 
- Ennio Morricone - La migliore offerta

 Miglior rivelazione 
- Oh Boy - Un caffè a Berlino (Oh Boy), regia di Jan Ole Gerster (Germania)
- Call Girl, regia di Mikael Marcimain (Svezia/Norvegia/Irlanda/Finlandia)
- Äta sova dö, regia di Gabriela Pichler (Svezia)
- Miele, regia di Valeria Golino (Italia/Francia)
- La plaga, regia di Neus Ballús (Spagna)

 Miglior sonoro 
- Matz Müller ed Erik Mischijew - Paradise: Faith (Paradies: glaube)

 Miglior documentario 
- The Act of Killing, regia di Joshua Oppenheimer (Norvegia/Danimarca/Regno Unito)
- L'Image manquante, regia di Rithy Panh (Francia/Cambogia)
- L'Escale, regia di Kaveh Bakhtiari (Svizzera/Francia)

 Miglior film d'animazione 
- The Congress, regia di Ari Folman ( Israele/ Germania/ Polonia/ Lussemburgo/ Francia/ Belgio)
- Jasmine, regia di Alain Ughetto ( Francia)
- Pinocchio, regia di Enzo d'Alò ( Italia/ Lussemburgo/ Francia/ Belgio)

 Miglior cortometraggio 
- Dood van een schaduw, regia di Tom Van Avermaet (Francia/Belgio)
- La lampe au beurre de yak, regia di Hu Wei (Francia/Cina)
- Cut, regia di Christoph Girardet e Matthias Müller (Germania)
- Houses with Small WIndows, regia di Bülent Öztürk (Belgio)
- Skok, regia di Petar Valchanov e Kristina Grozeva (Bulgaria)
- Letter, regia di Sergei Loznitsa (Russia/Koninklijke Landmacht)
- Morning, regia di Cathy Brady (Irlanda/Regno Unito)
- Misterio, regia di Chema García Ibarra (Spagna)
- Yaderni wydhody, regia di Myroslav Slaboshpytskiy (Ucraina)
- Orbit Ever After, regia di Jamie Stone (Regno Unito)
- A Story for the Modlins, regia di Sergio Oksman (Spagna)
- Sonntag 3, regia di Jochen Kuhn (Germania)
- Though I Know the River Is Dry, regia di Omar Robert Hamilton (Palestina/Egitto/Regno Unito/Qatar)
- As ondas, regia di Miguel Fonseca (Portogallo)
- Zima, regia di Cristina Picchi (Russia)

 Premio del pubblico 
- La cage dorée, regia di Ruben Alves (Portogallo/Francia)
- Gli amanti passeggeri (Los amantes pasajeros), regia di Pedro Almodóvar (Spagna)
- Anna Karenina, regia di Joe Wright (Regno Unito)
- La migliore offerta, regia di Giuseppe Tornatore (Italia)
- Alabama Monroe - Una storia d'amore (The Broken Circle Breakdown), regia di Felix van Groeningen (Belgio)
- The Deep (Djúpið), regia di Baltasar Kormákur (Islanda/Norvegia)
- The Impossible, regia di Juan Antonio Bayona (Spagna)
- Kon-Tiki, regia di Joachim Rønning ed Espen Sandberg (Norvegia/Danimarca/Regno Unito/Germania/Svezia)
- Oh Boy - Un caffè a Berlino (Oh Boy), regia di Jan Ole Gerster (Germania)
- Searching for Sugar Man, regia di Malik Bendjelloul (Regno Unito/Svezia)
- Love Is All You Need (Den skaldede frisør), regia di Susanne Bier (Danimarca)

 Young Audience Award 
- Nono, het Zigzag Kind, regia di Vincent Bal (Paesi Bassi)
- La bottega dei suicidi (Le magasin des suicides), regia di Patrice Leconte (Francia/Canada/Belgio)
- Kopfüber, regia di Bernd Sahling (Germania)

 Premio alla carriera 
- Catherine Deneuve

 Miglior contributo europeo al cinema mondiale 
- Pedro Almodóvar

 Miglior co-produttore europeo 
- Ada Solomon